# 브리지 (영화)
브리지(Breezy)는 미국에서 제작된 클린트 이스트우드 감독의 1973년 영화이다. 윌리엄 홀든 등이 주연으로 출연하였고 로버트 달리 등이 제작에 참여하였다.

## 출연

### 주연
- 윌리엄 홀든
- 케이 렌즈

### 조연
- 로저 C. 카멜
- 마지 더세이
- 조엔 호치키스
- 제이미 스미스 잭슨

## 제작진
- Ass-PD: 조 하임스
- 미술: 알렉산더 골릿즌